# Russ Tolman

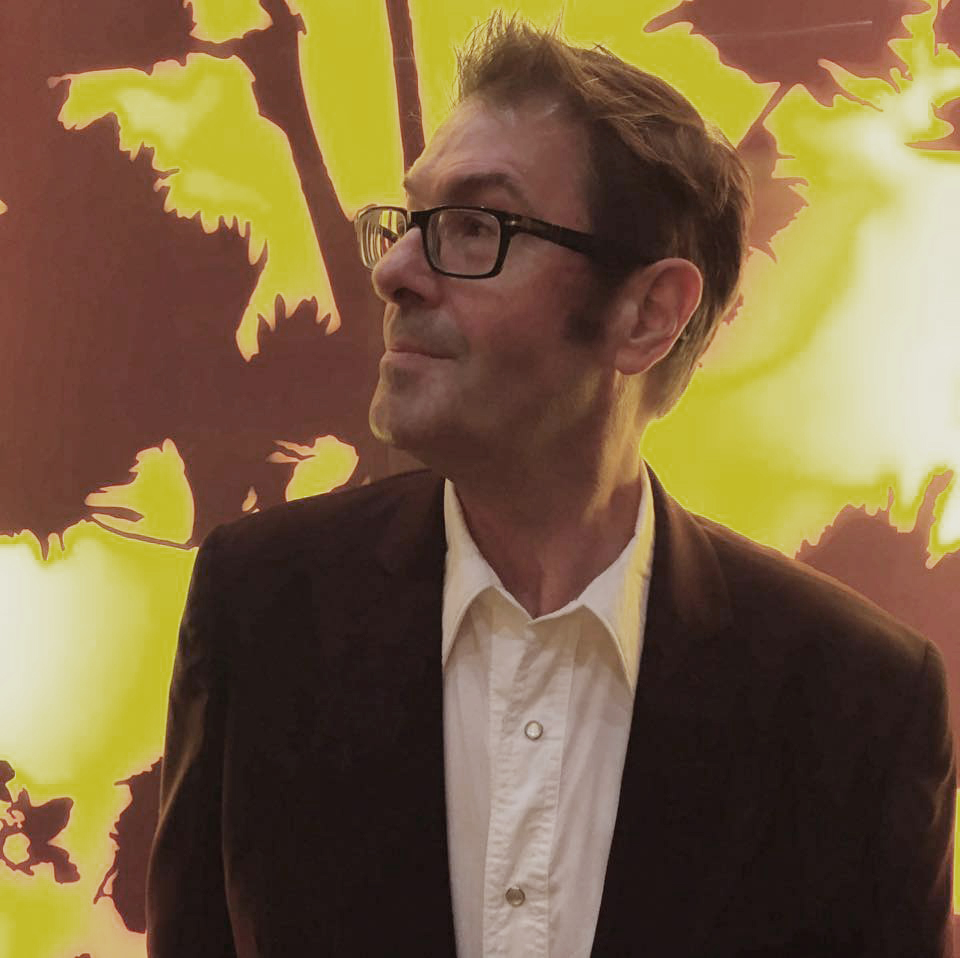
Russ Tolman, 2018

Russ Tolman (* 15. August 1956 in Lakeport, Kalifornien) ist ein US-amerikanischer Singer-Songwriter, Sänger, Gitarrist, Komponist, Texter und Musikproduzent.

## Leben und Werk
Tolman spielte zusammen mit seinem Studienkollegen Steve Wynn in The Suspects (1978–1980) und The Meantime (1980–1981) bevor er True West mitbegründete (1982–1986).
Tolman war Gitarrist der Gruppe True West aus Davis, Kalifornien, die Anfang der 1980er zu der Welle von Gitarren-Rock-Bands gehörte, die laut New York Times mit ihrem „elegischen, treibenden Television-trifft-Countryrock“ ihre Inspiration aus der Punk-Bewegung und die musikalischen Einflüsse primär aus dem klassischen Rock der 1960er und 1970er bezog. In Deutschland pries Harald InHülsen im Musikexpress / Sounds die Gruppe als Empfehlung „für den Television/Tom Verlaine-Fan, der noch den kristallklaren Sound von Quicksilver Messenger Service im Hinterohr hat.“
True West blieb der große kommerzielle Erfolg verwehrt, obwohl sie unter anderem als Vorgruppe für R.E.M. in den USA 1985 auf Tournee waren. Demos, die von dem ehemaligen Television-Gitarristen Tom Verlaine 1983 für EMI America aufgenommen wurden, brachten nicht den erhofften Major Label-Vertrag. Eine Europa-Tournee 1985 brachte Achtungserfolge in Deutschland und Kritikerlob.
Tolman verließ die Band 1985 und veröffentlichte ab 1986 eine Vielzahl von Solo-Alben, die sich musikalisch zwischen Americana, Rock, Westcoastrock, Folkrock und Countryrock bewegten. True West veröffentlichte noch ohne Tolman ein weiteres Album und machte in Duo-Besetzung (Blair & McGrath) als Fool Killers weiter.
Tolman fand zuerst in England eine neue musikalische Heimat und veröffentlichte 1986 sein erstes Solo-Album Totem Poles and glory Holes, bei dem von Elvis Costello beaufsichtigten Label Demon Records.
Von 1990 bis 1992 hatte Russ Tolman mit The Totem Polemen eine Begleitband, der u. a. Dave Provost (ex-The Droogs, Dream Syndicate, Denver Mexicans) angehörte.
Sein klassischer Singer-Songwriter-Stil fand vor allem in Europa (Frankreich: New Rose Records und Deutschland: Blue Rose Records) großen Anklang.
Gründe, dass er sich von der Vielzahl von Singer-Songwritern abhebt, sind seine markante Stimme, die zuweilen an George Jones erinnert, seine musikalische Vielseitigkeit sowie seine geistreichen und selbstironischen Texte.
Sein Freund Brett Gurewitz (Bad Religion) produzierte diverse Alben. Unterstützt wurde er von der Creme de la Creme der US-Desert Rock und Westcoast-Independent-Szene.
Tolman produzierte selbst eine Anzahl von aufstrebenden jungen Bands aus der US-Independent-Szene, wie 28th Day (mit Barbara Manning), The Popealopes und The Downsiders.
Er arbeitet unter anderem mit seinem ehemaligen Studienkollegen Steve Wynn über mehrere Alben eng als Songwriter zusammen, der unter anderem auch sein Solo-Album City Lights co-produzierte.
1998 ging Tolman mit Sid Griffin (ex-Long Ryders) & Band auf ausgedehnte Europa-Tournee.
Tolman arbeitete ab 1998 vornehmlich in der Musikindustrie und gründete zusammen mit Pat Thomas (ex-Absolute Grey, Heyday Records, Normal Records) die Plattenfirmen Innerstate Records und RUNT. Zusammen mit Nikki Sudden betreute er die Aufbereitung von unveröffentlichten Aufnahmen von Epic Soundtracks.
Im Jahre 2005 kam es zu einer Reunion von True West mit Tolman als Gitarristen, der Konzerte im Vorprogramm der Violent Femmes an der Westküste folgten.
Russ Tolman wohnt im Raum Los Angeles.

## Diskografie
Russ Tolman mit True West
- True West EP 1983 Bring Out Your Dead (USA)
- Hollywood Holiday 1983 New Rose (F)
- Drifters LP 1984 Zippo (UK) resp. PVC / Passport (USA)
- TV Western 1990 LP / CD CD Skyclad (USA)
Side A: EMI Records-demos recorded Dec. 1983 @ Bearsville Studios, produced by Tom Verlaine, Side B: Live at Rex Club, Paris France May 1985
- Best Western CD (Rarities, outtakes)
- West Side story LP / CD 1989 Skyclad (USA) (Rarities, outtakes)

Russ Tolman solo
- Totem poles and glory holes LP 1986 Down There-Restless (USA) & Demon (UK)
- Down in Earthquake Town LP 1988 Skyclad (USA) & Demon (UK)
- Goodbye Joe LP /CD 1990 New Rose (F) & Skyclad (USA)
- Road Movie CD 1992 New Rose (F)
- Sweet Spot CD 1994 Red River (D)
- City Lights CD 1998 Blue Rose (D)
- New Quadraphonic Highway CD 2000 Blue Rose (D)
- Goodbye El Dorado CD 2019 Blue Rose (D) & Lost Records (USA)

Russ Tolman – Spezielle Veröffentlichungen
- Verschiedene Künstler – „Live At The Kremlin Volume One“ LP/CD New Rose Records ROSE247 1991 (Konzertmitschnitte vom 13.–16. November 1990 im Espace André Malraux, Kremlin-Bicètre, anlässlich des zehnjährigen Bestehens von New Rose Records, enthält u. a. Russ Tolman mit Vegas)
- Live At The Shop Cassette RUSS 01 1992 Get Happy!! Records (Livemitschnitt eines Konzertes am 11. November 1992 im Get Happy! Plattenladen, Frankfurt am Main, limitiert auf 20 Exemplare)

Russ Tolman als Produzent
- The Downsiders – All my friends are fish LP 1988 Mammoth (USA) (Russ Tolman spielt Leadgitarre auf She’s alright)
- The Popealopes – An adder’s tale LP 1988 Skyclad (USA) & Resonance (NL)
- The Popealopes – Kerosene LP 1990 Skyclad (USA)